# Lasioglossum sabulosum
Lasioglossum sabulosum là một loài Hymenoptera trong họ Halictidae. Loài này được Warncke mô tả khoa học năm 1986.